# Raaklijn (vereniging)

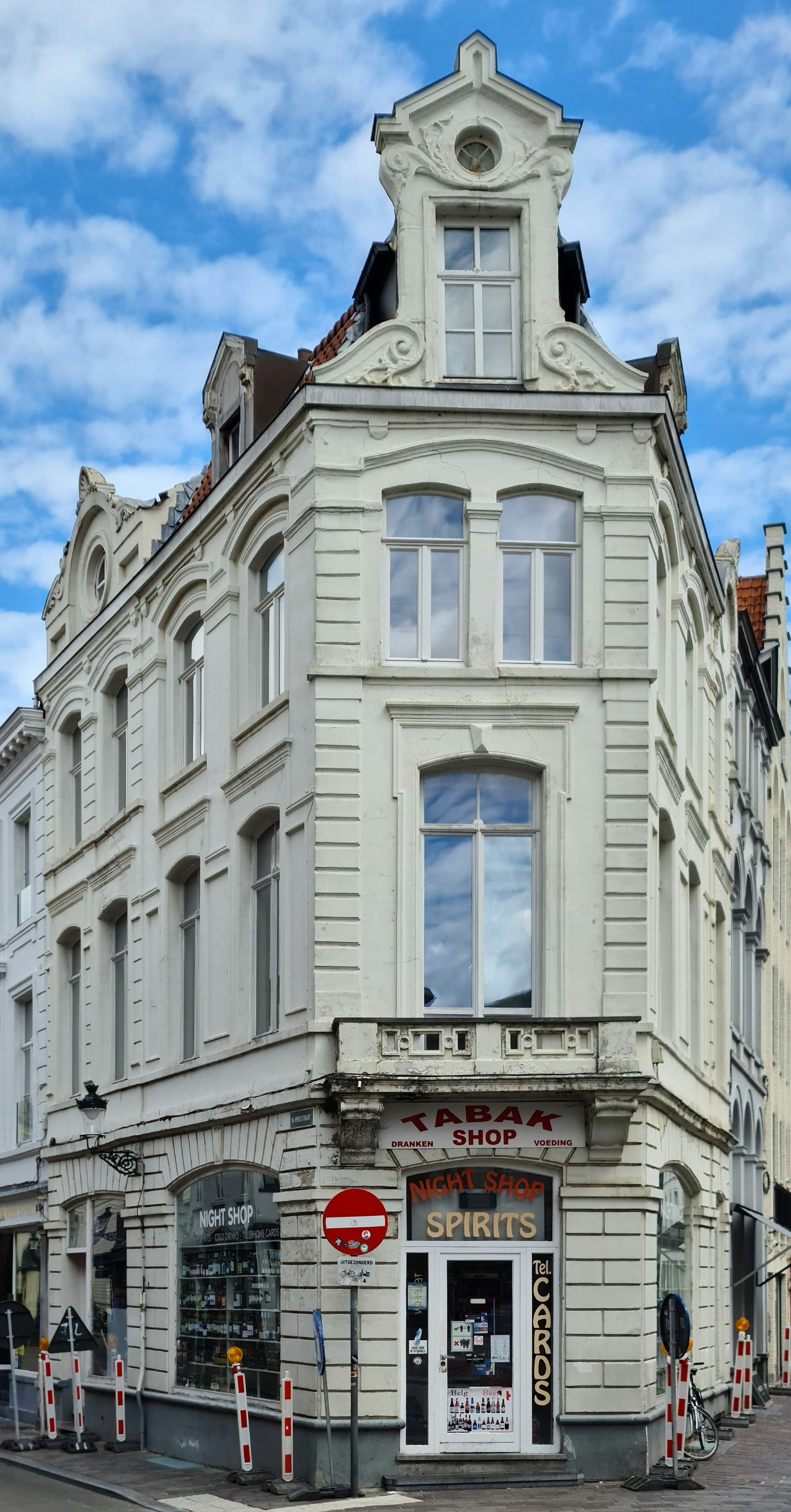
Niklaas Desparsstraat 1, Brugge - eerste adres van de Boekhandel Raaklijn

Raaklijn, onafhankelijk cultureel forum was een Brugse culturele vereniging die actief was van ongeveer 1956 tot 1965. Na het uiteenvallen van de vereniging bleven de leden, individueel of in groep, tot in de jaren 1980 actief in het Brugs cultuurleven, nog regelmatig gebruik makend van de naam Raaklijn.

## Oprichting
Stichters waren Paul De Wispelaere (voorzitter), Gaby Gyselen, Fernand Traen (ondervoorzitter) en Jan Vandamme. Andere leden waren Herman Sabbe (secretaris), Gilbert Swimberghe, Jan van der Hoeven, Jaak Fontier, Mark Braet, Renaat Ramon en de architecten Luc Dugardyn, Jacques Pêtre en Fernand Sohier. Een inventaris van de toestand op cultureel gebied in Brugge van Fernand Traen, met als titel Oprichting ener culturele vereniging voor Brugge, kan als aanleiding voor de stichting beschouwd worden. De vereniging, toen nog als De Raaklijn, werd aan het publiek voorgesteld in de lokale kranten Burgerwelzijn (1 februari) en Brugsch Handelsblad (2 februari 1957). 
De eerste activiteiten waren een voordracht over Paul Van Ostayen door Adriaan de Roover op 9 februari in de bovenzaal van Oud Brugge en een tentoonstelling met documenten van West-Vlaamse letterkundigen van 10 tot 24 februari in de Korrekelder.
Raaklijn organiseerde tijdens de volgende jaren onder meer tentoonstellingen (Pol Mara, Victor Servranckx, Luc Peire, Gilbert Swimberghe...) en literaire avonden en voordrachten (Hugo Claus, Hella Haasse, Simon Vinkenoog, Pol De Wispelaere, urbanist Cornelis van Eesteren...)
De vereniging stierf na bijna een decennium een stille dood omdat de familiale en beroepsomstandigheden van de leden evolueerden en hun inzet voor de vereniging steeds geringer werd. 

## TijdschriftenBretoelenRadar
Leden van Raaklijn werkten na het stilvallen van de vereniging nog mee aan literaire tijdschriften. Renaat Ramon zat in de kernredactie van Bretoel (1971-1973) en Ramon en Pierre Darge richtten later de opvolger Radar: tijdschrift voor literatuur, kunst en kritiek op, dat verscheen vanaf 1975. De laatste vermelding van Radar in de lokale pers is van 1983: een extra-nummer gewijd aan Paul De Vree.  Het Letterenhuis bezit archiefstukken van beide tijdschriften en een volledige collectie van Bretoel. 

## Boekhandel en uitgeverijRaaklijn
In 1961 nam Jean (Jan) Darthet de boekhandel Schelstraete over, op de hoek van de Kuipersstraat en de Niklaas Desparsstraat. Hij had goede contacten met Raaklijn en vroeg of hij de naam van de vereniging mocht gebruiken voor zijn boekhandel. Dat werd hem toegestaan, omdat er toch al plannen waren om de activiteiten stop te zetten. De nieuwe Boekhandel Raaklijn gaf ook meerdere boeken uit.
In 1967 verhuisde de boekhandel naar de Noordzandstraat 24 (hoek met de Ontvangersstraat). Daar kregen de Raaklijnzolder (ook Kunstzolder Raaklijn) en het Centrum voor Theaterstudie van regisseur Tony Willems onderdak. In 1976 verhuisde de boekhandel naar de Geldmuntstraat en de Raaklijnzolder verdween. In mei 2023 liet de ondertussen negentigjarige Jean Darthet de boekhandel (ondertussen opnieuw verhuisd naar de Kuipersstraat, schuin over het eerste adres), over aan Véronique Nolens, vroeger fotoredacteur voor De Standaard en Het Nieuwsblad.

## TentoonstellingRaaklijnen
Van 9 december 2012 tot 28 januari 2013 vond in zaal De Bond te Brugge een tentoonstelling plaats waarin het ontstaan, de werking en de blijvende invloed van Raaklijn geschetst werden. Een artikel over de tentoonstelling met als titel Hommage aan Raaklijn: avant-garde uit Brugge (auteur Piet Swimberghe)
verscheen in Knack Weekend van 17 december 2012. 